# Beechcraft 1900
Beechcraft 1900 – 19-osobowy, turbośmigłowy samolot produkowany przez Beechcraft, wykorzystywany do lotów komercyjnych, prywatnych, pasażerskich i towarowych na poziomie regionalnym. Produkowany w latach 1982–2002. Po katastrofie 8 stycznia 2003 zlikwidowano dwa miejsca, redukując liczbę pasażerów do maksymalnie 17 – aby nie doszło do przeciążenia i nadmiernego przesuwania w tył środka ciężkości – co zmniejsza stateczność i zwiększa wrażliwość na przeciągnięcie.

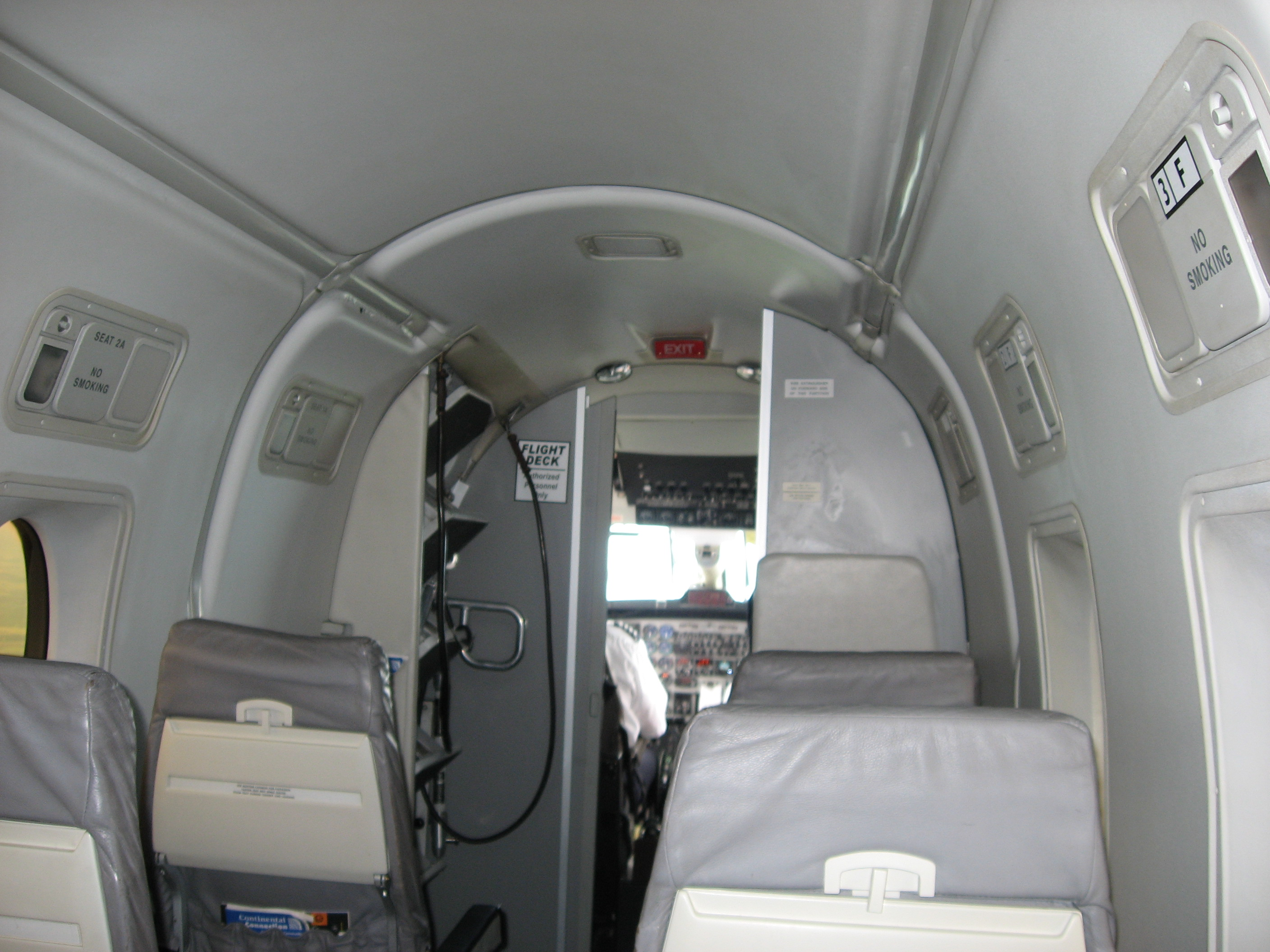
Wnętrze samolotu Beechcraft 1900

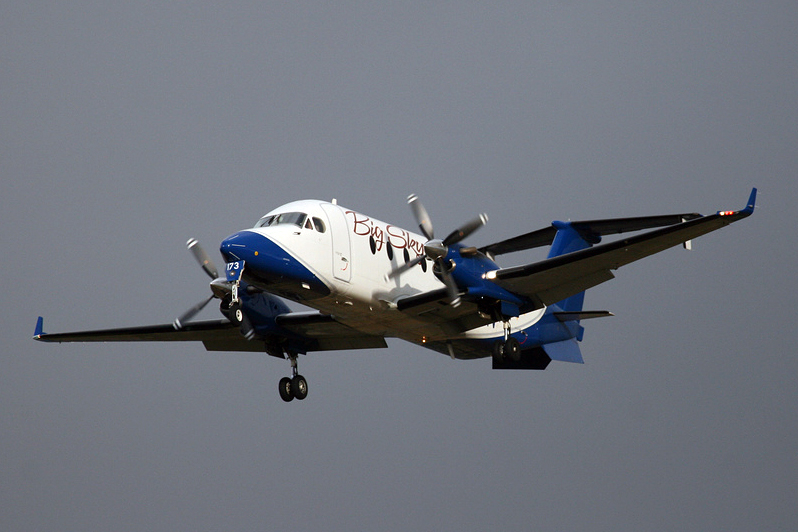
Beechcraft 1900 podczas podejścia do lądowania

## Historia
Prototyp samolotu został oblatany 3 września 1982 r. Maszyna szybko zyskała uznanie na rynku pasażerskich przewozów krótkodystansowych i biznesowych. W 1996 r. cena jednostkowa wynosiła 4,775 mln dolarów za egzemplarz . 

## Wersje samolotu
- 1900
- 1900C
- 1900D
- C12J

## Użytkownicy
| Linia lotnicza                     | Typ           | Liczba             | Kraj              |
| ---------------------------------- | ------------- | ------------------ | ----------------- |
| Air Georgian                       | 1900D         | 20                 | Kanada            |
| Air Labrador                       | 1900D         | 2                  | Kanada            |
| Air Namibia                        | 1900D         | 3                  | Namibia           |
| Air Serv International             | 1900C         |                    | Stany Zjednoczone |
| Alpine Air                         | 1900C & 1900D | 1900C: 12 1900D: 1 | Stany Zjednoczone |
| Ameriflight                        | 1900C         | 12                 | Stany Zjednoczone |
| Avanti Air                         | 1900D         | 2                  | Niemcy            |
| Avior Airlines                     | 1900D         | 11                 | Wenezuela         |
| Bering Air                         | 1900D         | 2                  | Stany Zjednoczone |
| Buddha Air                         | 1900D y 1900C | 1900D: 5 1900C: 2  | Nepal             |
| Central Mountain Air               | 1900D         | 14                 | Kanada            |
| Colgan Air                         | 1900D         | 1                  | Stany Zjednoczone |
| Chalair Aviation                   | 1900D         | 3                  | Francja           |
| Eagle Airways                      | 1900D         | 18                 | Nowa Zelandia     |
| Era Aviation                       | 1900D         | 3                  | Stany Zjednoczone |
| EVAS (Exploits Valley Air Service) | 1900D         | 1                  | Kanada            |
| Gulfstream Aviation Corpjet        | 1900D         | 26                 | Stany Zjednoczone |
| Great Lakes Airlines               | 1900D         | 30                 | Stany Zjednoczone |
| Medavia                            | 1900D         | 2                  | Stany Zjednoczone |
| National Airways                   | 1900D y 1900C | 1900D: 12 1900C: 5 | Południowa Afryka |
| Nextjet                            | 1900D         |                    | Szwecja           |
| North Cariboo Air                  | 1900D y 1900C | 1900D: 2 1900C: 2  | Kanada            |
| Pacific Coastal Airlines           | 1900C         | 6                  | Kanada            |
| Portugalia Airlines                | 1900D         | 2                  | Portugalia        |
| Private Wings Flugcharter          | 1900D         | 2                  | Niemcy            |
| Pronto Airways                     | 1900C         |                    | Kanada            |
| Royal Air Maroc Express            | 1900D         | 4                  | Maroko            |
| Sunwest Aviation                   | 1900D         | 5                  | Kanada            |
| SAEREO                             | 1900C         | 2                  | Ekwador           |
| Skylink Express                    | 1900C         | 6                  | Kanada            |
| TAC Colombia                       | 1900D         | 2                  | Kolumbia          |
| Searca                             | 1900D & 1900C | 15                 | Kolumbia          |
| Pas                                | 1900D         | 3                  | Kolumbia          |
| Serair Transworld Press            | 1900C         | 4                  | Hiszpania         |
| Travira Air                        | 1900D         | 6                  | Indonezja         |
| Wasaya Airways                     | 1900D         | 5                  | Kanada            |